# Cornelis Dopper

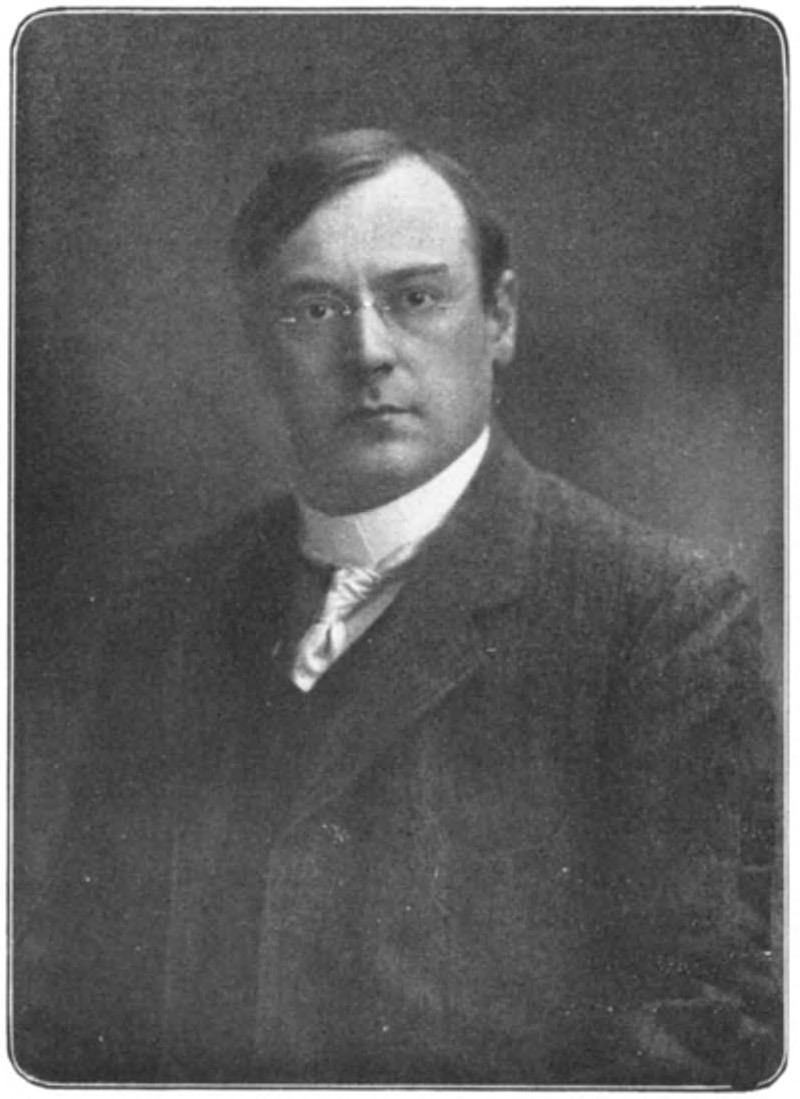
Dopper in 1911, toen hij 2e dirigent was van het Concertgebouworkest

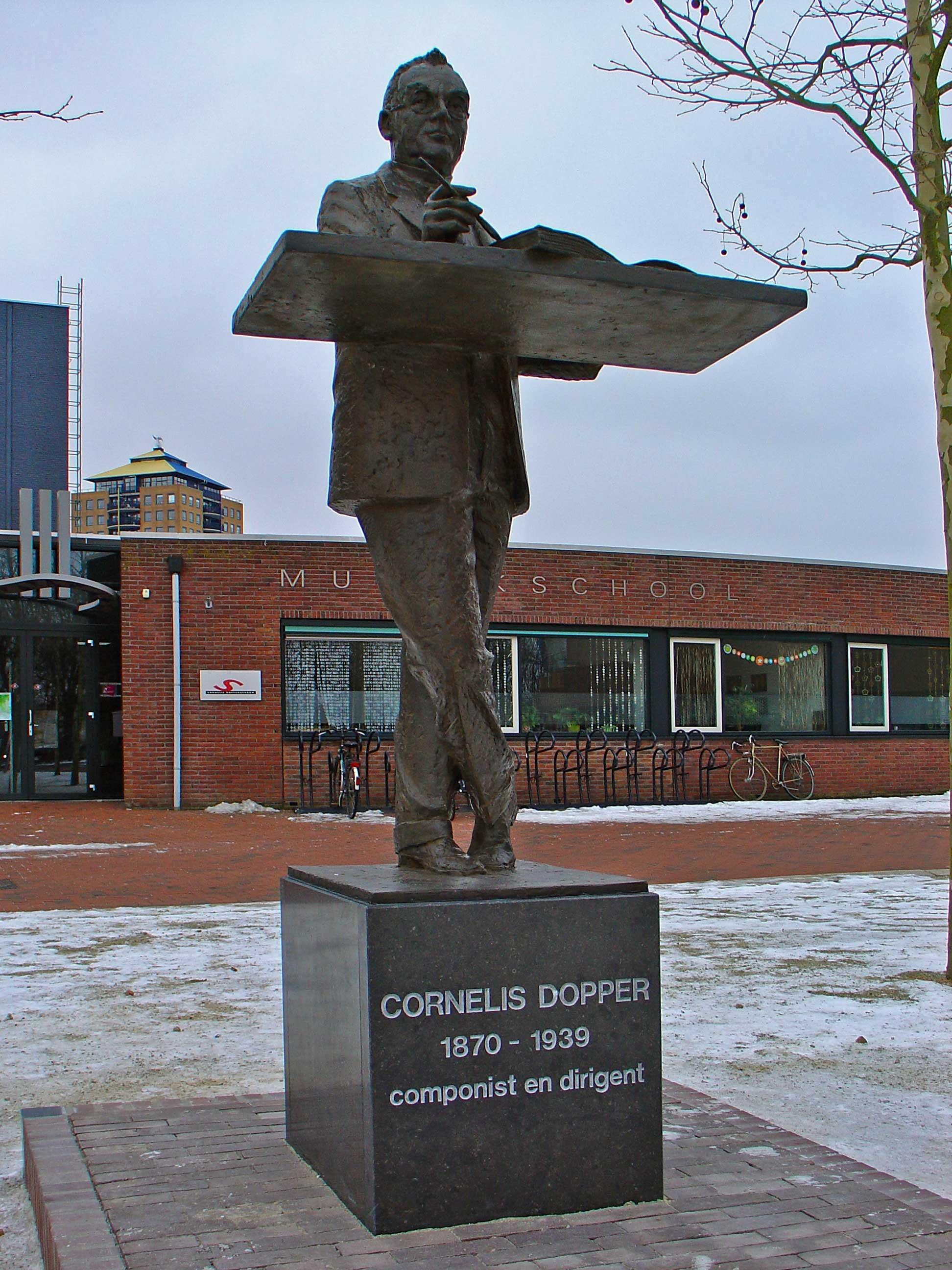
Standbeeld van Cornelis Dopper op het Raadhuisplein in Stadskanaal, door de beeldhouwer Loek Bos

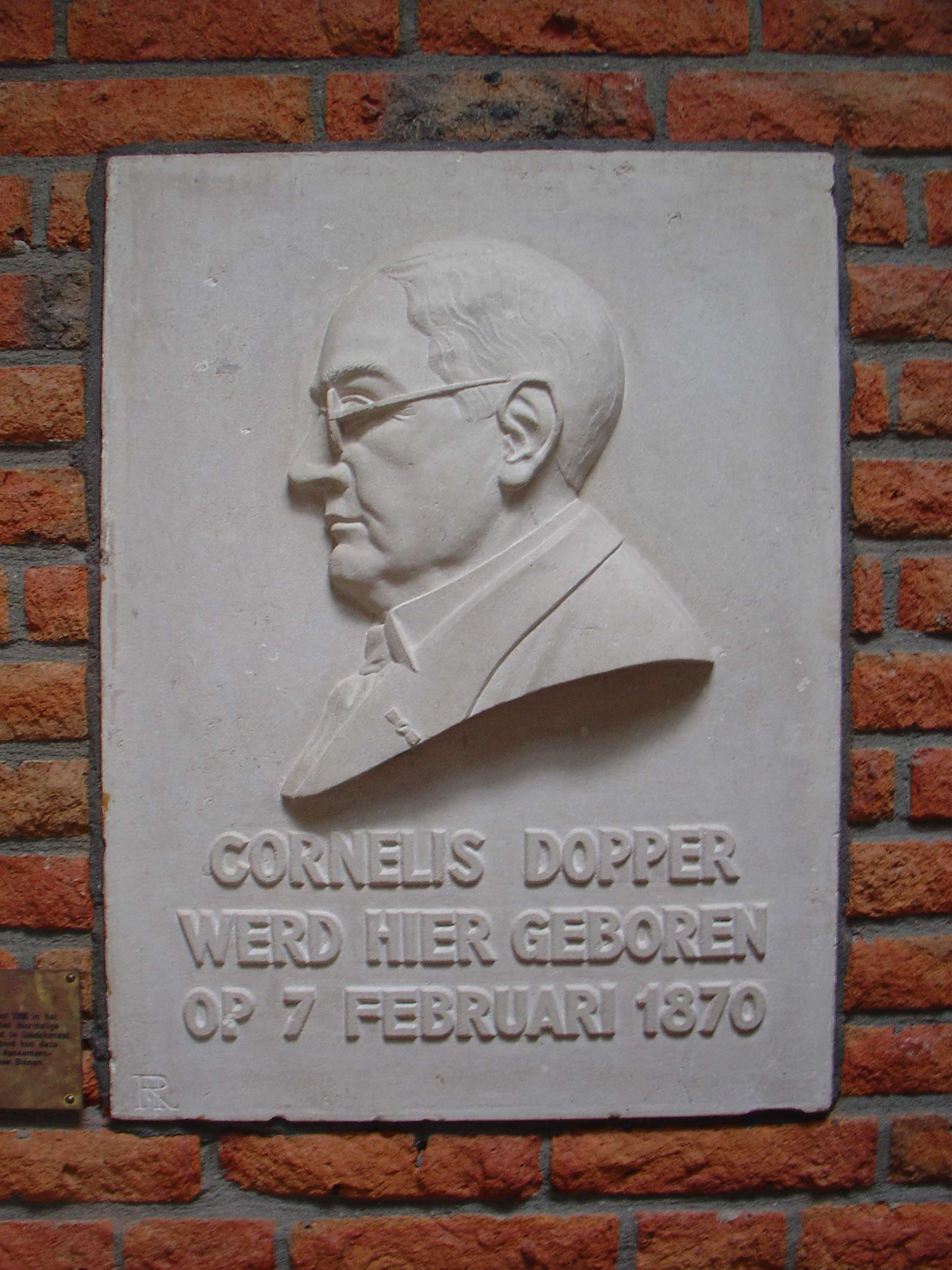
Cornelis Dopper - reliëf oorspronkelijk in de gevel van zijn geboortehuis, thans in de muziekschool van Stadskanaal

Cornelis Dopper (Stadskanaal, 7 februari 1870 – Amsterdam, 18 september 1939) was een Nederlandse dirigent en componist.

## Levensloop
Dopper werd in 1870 geboren als zoon van Lucas Dopper, een schuitenvaarder en logementhouder, en Grietje Swarts. Als kind verloor hij zijn beide ouders. Hij werd ondergebracht bij zijn zuster Grietje Dopper en zijn zwager Johannes Bernardus Kolkman, een componist en muziekonderwijzer die voor hun dood bij zijn ouders had ingewoond. Kolkman gaf hem enkele jaren muziekonderwijs en adviseerde hem naar het conservatorium in Leipzig te gaan.
In 1888 vertrok hij inderdaad naar Leipzig, waar hij twee jaar studeerde bij Carl Reinecke en Salomon Jadassohn aan het Königliches Konservatorium der Musik zu Leipzig. Na zijn terugkeer was hij enkele jaren als musicus werkzaam in de stad Groningen. In 1894 had zijn opera Het blinde meisje van Castel-Cuillé enig succes in Amsterdam bij de Nederlandsche Opera. Daar werkte hij vervolgens als violist, koorrepetitor en dirigent, totdat die in 1903 de deuren sloot. In de volgende twee jaren voorzag hij in zijn bestaan als muziekrecensent voor de kranten De Echo en Het Leven, maar in 1906 vertrok hij naar de Verenigde Staten. Hij maakte twee grote tournees met het operagezelschap van Henry Savage door de VS, Canada en Mexico en was betrokken bij de Amerikaanse première van Puccini's Madama Butterfly.
Na zijn terugkeer in Nederland in 1908 vroeg Willem Mengelberg hem zijn eigen Derde symfonie te dirigeren, waarna hij onmiddellijk als tweede dirigent van het Concertgebouworkest werd aangesteld. Deze functie behield hij tot 1931, toen Eduard van Beinum hem opvolgde. Hij gaf de Nederlandse première van tal van belangrijke werken van Claude Debussy (onder meer La Mer), Maurice Ravel (Ma Mère l'Oye), Modest Moessorgski (Nacht op de Kale Berg), Isaac Albéniz, Manuel de Falla en anderen. Hij dirigeerde ook vaak eigen werk. In de jaren twintig begon hij met de schoolconcerten, die tot een traditie zouden uitgroeien. Dopper gaf ook lessen in compositie en orkestratie. Henriëtte Bosmans, Rudolf Mengelberg en Max Tak behoorden tot zijn leerlingen.
In de jaren dertig, na zijn pensioen, leed Dopper aan een zwakke gezondheid, veroorzaakt door angina pectoris. Hij stierf op 69-jarige leeftijd in zijn woonplaats Amsterdam, enkele maanden na zijn (tweede) huwelijk met zijn huishoudster Christina de Roos. Van zijn eerste echtgenote, de zangeres Henriëtte Siedenburg, was hij na bijna elf jaar huwelijk in 1920 gescheiden.

## Werk
Zijn eigen oeuvre bestaat uit een honderdtal composities in verschillende genres, waaronder vier opera's (twee zijn nooit opgevoerd), zeven symfonieën, vocale muziek en kamermuziek in een weinig avontuurlijke stijl. De componist Willem Pijper beschreef hem als "een wandelaar, geen ontdekkingsreiziger". Zelf deed Dopper de typerende uitspraken "Ik geloof alleen in díe theorieën, die uit een scheppingsdaad zijn voortgekomen, niet omgekeerd" en "Vernieuwingen in de muziek zijn alleen mogelijk door voort te bouwen op het bestaande". Zijn uitgesproken conservatieve stijl is Duits georiënteerd, maar verraadt een grondige kennis van het orkest. In zijn instrumentatie vertoont hij ook invloeden van Debussy en Ravel. Hij streefde ernaar Nederlandse onderwerpen in zijn muziek tot uitdrukking te brengen, zoals blijkt uit de Rembrandt-symfonie (nr. 3), de Amsterdamse symfonie (nr. 6) en de Zuiderzee-symfonie (nr. 7). De Zesde is merkwaardig door de finale, die een Koninginnedagviering in Amsterdam beschrijft. Daarin zijn het Wilhelmus, Oranje Boven, dronkenmansgebral en de bel van de Amsterdamse tram te horen.
Twee door hem gecomponeerde liedjes werden opgenomen in de populaire liedbundel Kun je nog zingen, zing dan mee. Het gaat om een Zuid-Afrikaans lied (tekst van J.F.E. Celliers) en een gedicht van Guido Gezelle.

## Waardering
Dopper werd in zijn tijd algemeen gewaardeerd, ook door de groten onder de musici. Willem Mengelberg noemde hem "een typische Hollandse meester die mij als componist herinnert aan onze schilderkunst uit de 17de eeuw". Hij behoort tot de componisten wier namen in het Concertgebouwop de cartouches op de balkonrand van de Grote Zaal prijken. In de dirigentenfoyer hangt een groot portret van hem, geschilderd door Louis Goudman. Ook het Amsterdam Museum heeft een portret van Dopper, door Félicien Bobeldijk. Zijn bekendste werk, de Ciaconna Gotica, was een veelgespeeld repertoirestuk en werd niet alleen door Mengelberg, maar in heel Europa ook door anderen gedirigeerd, onder wie Richard Strauss, Karl Muck, Pierre Monteux, George Szell en Otto Klemperer. Strauss dirigeerde zelfs Doppers Zesde symfonie "Amsterdam" (onder de titel Holländische Symphonie) op 8 november 1918 in Berlijn, midden in de Novemberrevolutie.
Ook in Doppers geboortestreek, de Groninger Veenkoloniën, werd hij bewonderd. Geert Teis Pzn schreef in 1913 in een Gronings lofdicht: "Knelis Dopper, hoge kunst’noar, grootste Knoalster dei d’r is", terwijl Saul van Messel melding maakte van Doppers "Wiederwaaidege wiezn, die gliedn as tjaalkn liek daip".
Dopper ontving in 1930 de Zilveren Eremedaille voor Kunst en Wetenschap der Huisorde van Oranje uit handen van Koningin Wilhelmina. In vele Nederlandse gemeenten, zoals Amersfoort, Amsterdam, Baarn, Ede, Hengelo, Oegstgeest en Stadskanaal, bestaat een Cornelis Dopperstraat, -laan of -kade.

### Sousa-incident
Toch wordt zijn naam vandaag de dag vooral in verband gebracht met een incident dat zich afspeelde op 24 november 1918. Zijn Zevende (de Zuiderzee-symfonie) werd die dag in het Concertgebouw uitgevoerd onder directie van Dopper zelf. De vooruitstrevende componist en muziekcriticus Matthijs Vermeulen zat in de zaal en ergerde zich aan het in zijn ogen gezapige werk. In de stilte tussen het slotakkoord en het applaus brulde hij "Leve Sousa!", wat op te vatten was als "Geef mij de marsen van John Philip Sousa maar, altijd nog beter dan dit!". Vermeulen werd daarop de toegang tot het Concertgebouw ontzegd, overigens slechts voor korte tijd. Hij was in zijn recensies al jaren bezig met het bestrijden van Dopper, die hij zag als "den officieelen componist, waardoor elk ander talent verhinderd wordt te gedijen".
De achtergrond van zijn verbittering was het programmabeleid van het Concertgebouworkest. Mengelberg had geweigerd Vermeulens Eerste symfonie in het repertoire op te nemen, terwijl uitvoeringen van Doppers symfonieën vanzelfsprekend waren. Ook had hij Vermeulen het advies gegeven eerst maar eens bij Dopper in de leer te gaan. Bij de controverse die ontstond werd Dopper door Vermeulens medestanders een "onbetwistbaar minderwaardige dirigent en nog minder waardige componist" genoemd.

### Vergetelheid
Dit incident en een tweede verstoord concert leidden tot het ontslag van de andere tweede dirigent Evert Cornelis, die zich niet had willen distantiëren van de actievoerders, maar hebben ook de reputatie van Dopper na de Eerste Wereldoorlog bepaald. De door velen gedeelde kritiek op zijn weinig tot de verbeelding sprekende orkestdirectie leidde ertoe dat hij geen abonnementsconcerten meer mocht dirigeren, maar zich moest beperken tot de minder prestigieuze volks- en schoolconcerten. Verder kreeg hij de nederige taak om gastdirigenten en solisten op te wachten in het Centraal Station en te begeleiden naar hun hotel of het Concertgebouw.
Ook zijn composities, hoewel welwillend ontvangen door een deel van het publiek, vonden geen genade meer. Toen de muzikale avant-garde het pleit gewonnen had, begon men zich te schamen voor dergelijke conservatieve en nationalistische werken. Dopper ging gelden als een tweederangs componist en als een knechtje van Mengelberg. Zijn muziek kreeg de reputatie nauwelijks de moeite waard te zijn. Zijn werken werden, met een kleine uitzondering (de Ciaconna Gotica), na zijn dood niet meer uitgevoerd. In een standaardwerk over Nederlandse muziek in de 20ste eeuw wordt naar aanleiding van Doppers muziek gesproken van "een beangstigende Hollandse boerenklompenmoraal: keurig aangelegde tuintjes en een saai, uitgestrekt en zeer vlak polderlandschap".
Toch werd in november 1940 Mengelbergs uitvoering met het Concertgebouworkest van de Zuiderzee-symfonie van de overleden Dopper beloond met een langdurige demonstratieve ovatie. Dit werk kreeg toen dus een heel andere ontvangst dan in 1918. Ook al was het al voor de Duitse aanval op Nederland in 1940 en de bezetting op het programma gezet, op dat moment gold het voor het publiek als symbool van vaderlandsliefde, vooral omdat Dopper in de finale van het werk gebruik had gemaakt van materiaal uit Valerius' Nederlandtsche gedenck-clanck, een collectie liederen uit de tijd van de Nederlandse Opstand tegen Spanje.

### Herleving
In 1970 werd door de directie van Hotel Dopper het honderdste geboortejaar herdacht. Het Nederlands Blazers Ensemble verleende medewerking door enkele composities uit te voeren.
In recente tijden is er enige verandering gekomen in de waardering voor Dopper. In 1991 werd de Stichting Cornelis Dopper opgericht, die ijvert voor de herleving van de belangstelling voor zijn werk en daarvoor de Visser Neerlandia-prijs Cultuur 2009 kreeg. In 2002 verscheen een biografie van Dopper en in 2009 een geheel herziene tweede druk. Ook zijn enkele van zijn hoofdwerken op cd uitgebracht. In 2005 gaf het Noord Nederlands Orkest in De Harmonie in Leeuwarden de wereldpremière van de uit 1896 daterende Eerste symfonie Diana. 
In het Veenkoloniaal Museum te Veendam werd ter herdenking van Doppers zeventigste sterfdag - onder de titel Cornelis Dopper, componist tussen Mahler en Mengelberg - een expositie georganiseerd van 18 september 2009 tot en met 14 februari 2010. Tegelijkertijd vond, voornamelijk in de Groninger Veenkoloniën, een Dopper-festival plaats waarbij onder meer het Noord Nederlands Orkest en het Farkas Quintet Amsterdam betrokken waren. Als blijvend eerbetoon aan Dopper werd op 13 februari 2010 een standbeeld door Joop Stam, zijn biograaf, en wethouder Jan-Willem van de Kolk onthuld op het Raadhuisplein in zijn geboorteplaats Stadskanaal, vervaardigd door de kunstenaar Loek Bos. Onderdeel van het festival was de première van het verloren gewaande Requiem uit 1935, door Dopper-biograaf Joop Stam ontdekt in het archief van het Nederlands Muziek Instituut in Den Haag. De partituur werd gereconstrueerd door Stam in samenwerking met Marinus Degenkamp.

## Werkenlijst

### Orkest

#### Symfonieën
- Nr. 1 Diana - balletsymfonie, gebaseerd op Die Göttin Diana van Heinrich Heine (1896)
- Nr. 2 Schotse (1904)
- Nr. 3 Rembrandt (1904, herz. 1905)
- Nr. 4 Sinfoniëtta (1909)
- Nr. 5 Sinfonia epica (1908)
- Nr. 6 Amsterdam (1912)
- Nr. 7 Zuiderzee (1917)

#### Concertante werken
- Concertstuk / Concertino voor trompet, pauken en orkest (1910)
- Concert voor cello en orkest (1910, herz. 1923)
- Nocturne voor altviool en orkest (1937)

#### Overige orkestwerken
- Petite suite
- Pamorah (1900)
- Päân I (1915)
- Päân II (1915)
- Ciaconna Gotica (1920)
- Fuga (1939)

### Kamermuziek
- Sonate voor viool (of cello) en piano (1904)
- Canto triste voor viool en piano
- Sextet (Prelude, Scherzo en Finale) voor houtblazers, hoorn en piano (1909)
- Strijkkwartet Pallas Athene (1914)
- Klankstudie voor houtblazers, hoorn en piano (1915)

### Muziektheater

#### Opera
- Het blinde meisje van Castel-Cuillé, zangspel in één bedrijf (1894, libretto C. Meursinge-Offers, naar Henry Wadsworth Longfellow)
- Frithjof, opera in twee bedrijven (1895, libretto B. Bueninck, naar de IJslandse Frithjofssaga)
- William Ratcliff, opera in twee bedrijven (1900, naar het drama van Heinrich Heine)
- Het Eerekruis, dramatische episode in één bedrijf (1902, libretto Henry Engelen)
- Don Quichot, onvoltooide opera (naar Miguel de Cervantes)

#### Toneelmuziek
- Faust, voor soli, koor en orkest (1914, bij het drama van Johann Wolfgang von Goethe)
- Lucifer, voor koor en 17 solo-instrumenten (1929, bij het drama van Joost van den Vondel)

### Vocale muziek

#### Liederen
- Trost im Scheiden; Ich will dich wiedersehen (1893)
- Die Hauptsache; Trinklied (1906)
- Drei Lieder: Liebeslied - Sehnsucht - Die schwarze Laute (1906)
- Het geluk (1906)
- Oudt liedeken; Das törichte Prinzlein (1909)
- Geh’ an die Sonne (1917)
- Van zon en zomer (liederencyclus): Mei - Voorjaarsmiddag - De hei - De stal - Zomer - De krekel en de wandelaar - Zondagmorgen - Van Holland’s kleur - Kleinood - In de avondzon - Midzomer-morgen - De molen - Bij de kerk - Bede - Afscheid (1917)
- Sneeuwklokjes; Ave Maria; Die Zigeunerin; Elegie; Gewijde klok

#### Koormuziek
- De natuur is god’lijk schoon (1893)
- Kyrie
- Moederken
- Die Kapelle (1896)
- Het mezennestje
- Het klokgebed
- Mengelberg-cantate (1912)
- Luchtballon; Holland; Mei-droom; De wilgen (1914)
- De zeven boeven (1916)
- Zegepraal (1920)
- Waghondjies; Tom en Tim; Ons laand (1926)
- Kyrie eleison & Dona nobis pacem (1928)
- Four South African songs: Winter - Klaas Vakie - Sneeu - Kinderlied (1930)
- Requiem (1935).
- Zondagmorgen (t: C.S. Adama van Scheltema)

## Discografie
- Ciaconna Gotica. Symfonie Nr. 7 "Zuiderzee". Concertgebouworkest o.l.v. Willem Mengelberg. Audiophile Classics, 2004 (opname van 9 april resp. 8 december 1940).[13]
- Ciaconna Gotica. Symfonie nr. 7 "Zuiderzee". Radio Filharmonisch Orkest o.l.v. Kees Bakels. NM Classics, 1995.
- Symfonie nr. 2 in b-mineur. Symfonische studies "Päân I" in d-mineur en "Päân II" in f-mineur. Residentie Orkest o.l.v. Matthias Bamert. Chandos, 2001.
- Symfonie nr. 3 "Rembrandt". Symfonie nr. 6 "Amsterdam". Residentie Orkest o.l.v. Matthias Bamert. Chandos, 2002.